# Jefferson de Oliveira Galvão
Jefferson de Oliveira Galvão (* 2. ledna 1983), známý také jako Jefferson, je bývalý brazilský fotbalový brankář a reprezentant, naposledy hrající za brazilský klub Botafogo.
Trenér Luiz Felipe Scolari jej vzal na Mistrovství světa 2014 v Brazílii. Brazilci obsadili konečné čtvrté místo a zůstali bez medaile.